# Seeseitenbach
Der Seeseitenbach ist ein etwa 2,5 km langer Zufluss zum Starnberger See in Oberbayern.
Der Bach speist sich aus dem Schwabsee und einigen weiteren namenlosen Gräben. Bei Seeseiten mündet er in den Starnberger See.